# Ħal Għaxaq
Ħal Għaxaq (engelska: Għaxaq) är en ort och kommun i republiken Malta. Den ligger i den sydöstra delen av landet, 6 kilometer söder om huvudstaden Valletta.